# 이사회 (대한민국)
대한민국 상법상, 주식회사에서 이사회는 이사 전원으로 구성되고 회사의 업무집행의 의사를 결정하는 필요적 상설기관이다. 이사회는 상시(常時) 개최되는 것이 아니고, 필요에 따라서 개최된다. 이사회의 소집권자는 원칙적으로 각 이사이나 특정의 이사에게만 소집권을 인정할 수도 있다(상법 제390조). 소집절차는 회일로부터 1주간 전(정관으로 단축할 수 있다)에 각 이사에 대하여 소집통지를 발송함으로써 행하여지는데 (상법 제390조 2항), 이사 전원의 동의가 있으면 소집절차 없이 개최할 수도 있다(상법 제390조 3항). 주주총회의 경우와는 달리 소집통지에는 의제를 기재할 필요는 없으며 서면에 의하지 않고 구두로써 하여도 무방하다. 이사회의 결의는 이사 과반수의 출석과 출석 이사의 과반수로 하여야 하며, 정관으로 그 비율을 높게 정할 수 있다(상법 제391조). 서면에 의한 결의나, 가지고 다니면서 동의를 얻어 결의하는 것은 인정하지 않는다. 이사는 스스로 이사회에 출석하여야 하며 대리인을 출석시킬 수 없다. 결의에 관하여 특별한 이해관계가 있는 이사는 의결권을 행사하지 못한다(391조 2항, 상법 제368조 4항). 이사회의 의사에 대해서는 의사록을 작성하여야 하며, 의사록에는 의사의 경과요령 및 그 결과가 기재되며, 출석 이사 및 감사가 기명날인 또는 서명하여야 한다(상법 제391조의 3). 2000년 상법 개정으로 감사위원회가 은행권 및 대형금융회사를 중심으로 도입되었다. 은행 및 금융투자회사 (자산 1천억, 재산 3조원 이상)와 자산 2조원 이상의 상장회사는 감사위원회 설치가 의무화되었다. 단, 금융지주회사의 완전자회사에 대해서는 내부통제시스템 조건 등을 갖출 경우 설치의무를 면제하였다.

## 법적 지위
이사회는 이사 전원(3명 이상)으로 구성되는 필요기관으로서 회사의 업무집행에 관한 의사결정과 이사의 업무집행을 감독한다. 이사회는 회의체기관이므로 의사결정을 위하여는 소집이 필요하다. 주주총회의 권한(상법 또는 정관 사항으로 한정) 이외의 사항과 업무집행에 관한 결정을 이사회의 권한으로 규정함으로써 이사회중심주의를 택하고 있다.

## 구성원: 이사
주식회사에서 이사란 주식회사의 업무집행의 의사 결정기관인 이사회를 구성하는 일원(一員)을 말한다. 개개의 이사가 회사의 기관이냐 아니냐 하는 점에 대해서는 다툼이 있으나 다수설은 이를 부정하고 있다. 이사회와 대표이사가 주식회사의 업무집행기관이지만, 이사는 이사회의 구성원으로서 이사회를 통하여 회사의 업무집행에 관한 의사결정과 다른 이사의 업무집행에 대한 감독을 한다. 이사는 회사 외의 구성원인 동시에 대표이사로 선임되기 위한 전제가 된다. 이사와 회사와의 관계에 대해서는 민법의 위임에 관한 규정을 준용한다. (상법 제382조 제2항)

## 소집

### 소집권자
이사회는 각 이사가 소집하는 것이 원칙이나 이사회결의로 특정이사를 소집권자로 정할 수 있다.(상법 제390조 제1항) 이사는 소집권자로 정해진 이사에게 소집을 청구할 수 있으며, 정당한 이유없이 소집을 거절한 때에는 스스로 이사회를 소집할 수 있다.(상법 제390조 제2항).

### 소집통지
소집통지는 회일의 1주 전에 이사·감사에게 발송하여야 한다.(상법 제390조 제3항) 이 기간은 정관으로 단축이 가능하며, 이사 전원 및 감사의 동의가 있는 때에는 소집통지의 생략이 가능하다. 이사회에서 속행 또는 연기 결의를 한 때에는 소집통지를 하지 않아도 된다.(상법 제392조, 제372조)

### 의사록의 작성
이사회의 의사에 관하여는 대표이사가 의사록을 작성하여야 하며, 의사록에는 의사의 안건, 경과요령, 그 결과, 반대하는 자와 그 반대이유를 기재하고 출석한 이사와 감사가 기명날인 또는 서명하여야 한다.(상법 제391조의3). 자본금의 총액이 10억원 미만인 소규모회사로서 이사의 수가 1명 또는 2명인 회사는 이사회가 없으므로 규정을 적용하지 아니한다.(상법 제383조 제5항) 이사회의 의사록은 영업시간 내에 주주는 열람·등사 청구권이 있으나 회사채권자에게는 이러한 권리가 없다.(제391조의3)

## 결의 및 결의의 하자

### 의결권
1인1의결권에 의한 다수결의 원칙이 적용되며, 의결권의 대리행사 및 서면 결의는 인정되지 아니한다. 이사회는 회사가 기대하는 이사 개개인의 능력과 고도의 신뢰관계에 기초해서 구체적인 업무집행의 결정을 하는 기관이므로 이사는 직접 의결권을 행사해야 하고 그 대리행위는 허용되지 않는다는 것이 통설이다. 이사의 지위는 일신전속적인 것으로서 양도가 불가능할 뿐만 아니라, 만일 대리행사를 시킨다면 이사가 임의로 복임권(復任權)을 행사한 결과가 되기 때문이다. 의안에 대하여 특별이해관계가 있는 이사는 의결권이 제한되며(상법 제391조 제3항, 제368조 제4항), 의결정족수에 포함하지 아니한다(의사정족수 산정시 출석이사 수에는 포함한다.) 가부동수인 때에는 부결된 것이며, 특정 이사에게 가부동수인 때에 한하여 결정권을 부여하거나 또는 결의가 성립한 의안에 대하여 거부권을 준다는 정관의 규정은 무효이다.

### 결의방법
이사회의 결의는 이사 과반수의 출석과 출석이사 과반수의 결의로 하며 (상법 제391조 제1항, 그러나 감사위원회의 위원의 해임결의는 이사 총수의 2/3 이상으로 한다, 상법 제415조의2 제3항), 정관으로 요건을 가중할 수만 있다. (상법 제391조 제1항 단서) 정관에서 달리 정하는 경우를 제외하고는 이사회는 이사의 전부 또는 일부가 직접 회의에 출석하지 아니하고 음성을 동시에 송·수신하는 통신수단에 의하여 결의에 참가하는 것을 허용할 수 있는 데 이 경우 당해 이사는 이사회에 직접 출석한 것으로 본다.(제391조 제2항)

### 결의의 하자
결의요건을 위반한 경우, 상법에 효력과 관련한 소(訴)의 규정이 없기 때문에 민법의 일반원칙에 따라 무효가 되지만, 이사회결의 무효의 소 제기도 가능하다.

## 권한
이사회 전속권한
이사회가 전속적으로 행사하는 권한은 업무집행의 의사결정(상법 제393조 제1항), 대표이사 및 이사의 직무집행의 감독(상법 제393조 제2항), 주주총회의 소집결정(상법 제362조), 부여한 주식매수선택권의 취소(상법 제340조의3 제1항 5호), 이사회 소집권자의 특정(상법 제390조), 중요한 자산의 처분 및 양도, 대규모 자산의 차입(상법 제393조 제1항), 지배인의 선임 또는 해임(상법 제393조 제1항), 지점의 설치·이전 또는 폐지(상법 제393조 제1항), 위원회의 설치(상법 제393조의2 제1항) 및 위원회 결의사항의 재결의(상법 제393조의2 제4항), 이사에 대한 경업의 승인(상법 제397조 제1항)과 경업피지의무를 위반한 이사에 대한 개입권의 행사(상법 제397조 제2항), 이사와 회사 간의 거래에 대한 승인(상법 제398조), 신주인수권의 양도성 결정(정관에 정함이 없는 경우, 상법 제416조 제5호), 재무제표의 사전 승인(상법 제447조), 영업보고서의 승인(상법 제447조의2 제1항)이 있다.
이사회의 주된 권한은 회사의 업무집행의 의사결정(상법 제393조) 및 업무의 감사를 하는 것이다. 이외에도 위에 열거된 것과 같은 정도 혹은 그 이상으로 중요한 사항은 이사회의 결의를 거쳐야 한다. 다만 업무집행의 결정중에는 그다지 중요하지 않은 것도 볼 수 있다. 상법 393조 전단을 엄격하게 해석한다면 업무집행의 결정 전부에 대하여서 이사회의 결의가 필요하게 된다. 그러나 그래서는 시기에 적절한 결정을 기대할 수 없고 회사의 운영이 곤란해지므로 그다지 중요하지 않은 사항, 특히 일상 업무의 결정은 대표이사에 위임할 수 있다고 해석된다. 또한 이사회의 권한은 법령 또는 정관에 의하여 주주총회의 권한으로 되어 있는 사항에 미치지 않는 것은 당연하다. 이와 같이 업무집행에 대하여 이사회가 결정하고, 그 결정에 기하여 대표이사가 실행에 임하는데 이사회가 대표이사의 선임·해임을 하는 결과, 이사회는 업무감사의 권한도 가진다고 해석된다. 다만 실제상으로는 대단한 효과를 올리지 못하고 있다.
이사회 권한이지만 정관상 주주총회 권한으로 유보할 수 있는 사항
대표이사·공동대표이사의 선임(상법 389조 1항 본문), 신주(상법 제416조) 및 사채의 발행(상법상 명시적 규정은 없다. 상법 제469조 참조), 준비금의 자본 전입(상법 제461조 제1항), 주주에 대한 전환사채의 발행(상법 제513조 제2항), 주주에 대한 사채인수권부사채의 발행(상법 제516조의2 제2항)이 있다.

## 이사회내 위원회
이사회는 정관에서 정하는 바에 따라 2명 이상의 이사로 구성하는 위원회를 설치할 수 있다.(상법 제393조의2 제1항, 제3항). 위원은 이사회에서 선임한다. 위원은 이사의 자격을 전제로 하며 위원의 자격을 정관으로 따로 정하는 것(예를 들면 주주 등)도 무방하다. 위원의 수는 2명 이상으로 한다.(감사위원회는 3명 이상으로 구성한다.) 위원은 이사의 임기만료 및 종임사유와 이사회의 해임결의로 종임한다. (단, 감사위원회의 위원은 이사 총수의 2/3 이상으로 해임한다. 상법 제415조의2 제3항)